# タバッコ峠
タバッコ峠（タバッコとうげ）は、茨城県久慈郡大子町と同県常陸大宮市の境にある峠。

## 概要
- 所在地：茨城県常陸大宮市高部と同県久慈郡大子町大沢の境
- 峠を越える道路：茨城県道32号大子美和線
- 峠の状態：約10mぐらいの舗装道の切り通し
- 標高：350m

## 分水界
タバッコ峠を境にして、南側は那珂川支流の緒川の源流域、北側は久慈川支流の大沢川の源流域である。

## 名前の由来
「タバッコ」とは、常陸大宮市高部の小字の名称がそのまま由来となっており、タバッコ峠の南側に位置する常陸大宮市の公的な所在地の表記は、「常陸大宮市高部字タバッコ」である。